# Хованський Роман Петрович
Роман Петрович Хованський (13  жовтня 1924, Київ — 20 червня 1997, Київ) — Герой Радянського Союзу, в роки радянсько-німецької війни стрілець 1064-го стрілецького полку 281-ї стрілецької дивізії двадцять третього армії Ленінградського фронту, єфрейтор.

## Біографія
Народився 13 жовтня 1924 року в Києві в сім'ї робітника. Українець. Позапартійний. Учився в Києві. Освіта неповна середня. Працював на трикотажній фабриці імені Рози Люксембург слюсарем, помічником машиніста паровоза в депо Київської залізниці.
З листопада 1943 року в лавах Червоної Армії. Брав участь у боях на Ленінградському, а потім на Прибалтійському і 1-му Українському фронтах.
В районі населеного пункту Ліпола з групою десантників проник в розташування противника. Десантники завдали ворогові великих втрат у живій силі і поставили на захопленій висоті червоний прапор.
Указом Президії Верховної Ради СРСР від 24 березня 1945 року за виявлену хоробрість і мужність при прориві довготривалих укріплень і загороджень ворога єфрейторові Роману Петровичу Хованському присвоєно звання Героя Радянського Союзу з врученням ордена Леніна і медалі «Золота Зірка» (№ 9002).

Могила Романа Хованського

У 1945 році, після закінчення війни, Р. П. Хованський демобілізувався. Працював упорядником поїздів і помічником машиніста тепловоза. Жив у Києві. Помер 20 червня 1997 року. Похований у Києві на Міському кладовищі «Берківці».
Нагороджений орденами Леніна, Вітчизняної війни 1-го ступеня, медалями.